# 291325 de Tyard
291325 de Tyard è un asteroide della fascia principale. Scoperto nel 2006, presenta un'orbita caratterizzata da un semiasse maggiore pari a 2,5947071 UA e da un'eccentricità di 0,1356808, inclinata di 5,24983° rispetto all'eclittica.